# Aphonopelma phasmus
Aphonopelma phasmus är en spindelart som beskrevs av Chamberlin 1940. Aphonopelma phasmus ingår i släktet Aphonopelma och familjen fågelspindlar. Inga underarter finns listade i Catalogue of Life.